# سمانة المغربية
سَمانَة المغْربيَّة وَتَعرَّف أيْضًا بـ أُمُّ ولد، وتُلقب بالقانتة، هي زوجة محمد الجواد الإمام التاسع عند الشيعة الإمامية ووالدة علي الهادي الإمام العاشر . أشتراها محمد الجواد من سوق النخاس بعد ما تزوج التي قبلها أم الفضل بنت المأمون ولم ينجب منها، وقرر أن يشتري جارية ويتزوجها كانت عابدة فاضلة طاهرة وقد تولى الإمام محمد الجواد تربيتها وتهذيبها وأطاعة الله ورسولهُ والأمر بالمعروف والنهي عن المنكر.

## سيرتها

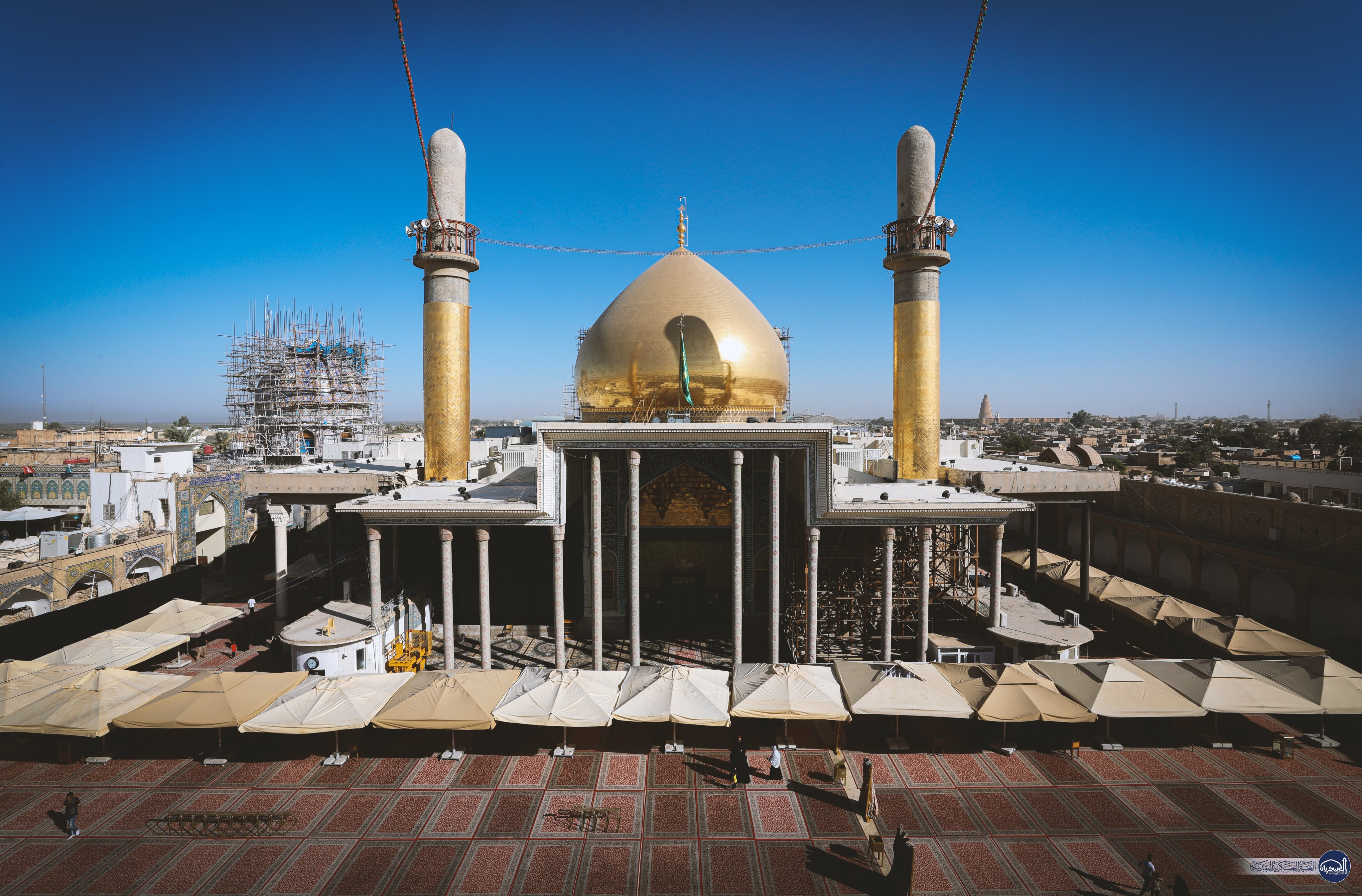
العتبة العسكرية سامراء العراق عام 2021 م.

لم يتعمق العُلماء في تاريخ ولادتها وتاريخ وفاتها والمشهور أنها توفيت بعد زوجها محمد الجواد بخمسة عشر عاماً في سامراء، ودفن بجوارها أبنها علي الهادي وحفيدها الحسن العسكري وتعرف الآن بـ العتبة العسكرية.

## أبنائها
- علي الهادي : وهو النجل الأكبر لمحمد الجواد والإمام العاشر للشيعة الإمامية.[7]
- موسى المبرقع
- حكيمة خاتون
- أضاف ابن شهر آشوب " خديجة وأم كلثوم "[8]
- وأضاف كتاب عمدة المطالب : بريهة، إمامة، فاطمة، الحسن[9]

## قول أبنها الهادي في حقها
- أُمِّي عَارِفَةٌ بِحَقِّي
- وَهِيَ مِنْ أَهْلِ الْجَنَّةِ
- لَا يَقْرَبُهَا شَيْطَانٌ مَارِدٌ
- وَلَا يَنَالهَا كَيْدُ جَبَّارٍ عَنِيدٍ
- وَهِيَ مَكْلُوءَةٌ بِعَيْنِ اللَّهِ الَّتِي لَا تَنَامُ
- وَلَا تَتَخَلَّفُ عَنْ أُمَّهَاتِ الصِّدِّيقِينَ وَالصَّالِحِينَ[10]